# Felis manul
O gato-de-pallas (Felis manul ou Otocolobus manul) também conhecido como manul, é um pequeno gato selvagem da Ásia Central e sul da Sibéria.  
Três tipos de gatos são conhecidos no mundo: o gato-de-pallas siberiano, o  gato-de-pallas da Ásia Central e o o  gato-de-pallas tibetano. 
O seu nome vulgar é derivado do nome daquele que primeiro o descreveu, em 1776: Peter Simon Pallas. 
Eles não toleram bem a presença de humanos e não podem ser domesticados.  
Tendem a viver cerca de 11 anos em cativeiro, um tempo mais curto que o do gato doméstico. 

## Origem e evolução
Estima-se que o gato-de-pallas apareceu na Terra como uma espécie única há cerca de 10-12 milhões de anos. Ele é um contemporâneo do tigre dente-de-sabre, ao qual pode ter sobrevivido sem sofrer nenhuma mudança evolutiva especial. Cientistas acreditam que o gato persa e o angorá descendem diretamente do manul. 

## Classificação taxonômica resumida
Classe: Mammalia (mamíferos); família: Felidae (felídeos); espécie: Felis manul. 

## Morfologia

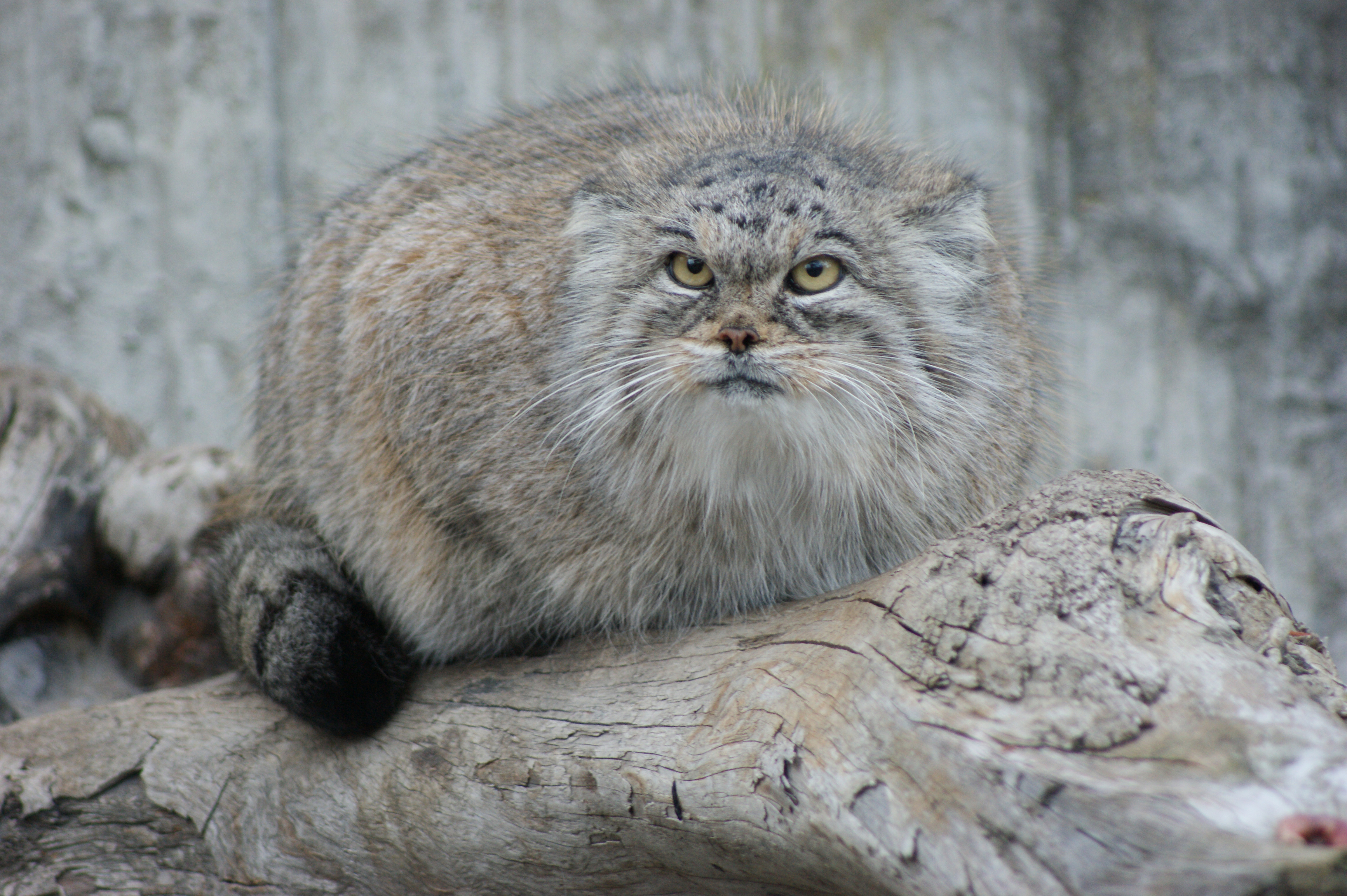
O manul tem o pelo "mais fofo" entre todos os felinos

Eles são mais ou menos do tamanho de um gato doméstico, medindo entre 50 a 62 cm, com uma cauda de 23 a 31 cm e peso de 2,5 a 4 kg.  As orelhas são bem separadas, os olhos são amarelos e o focinho (nariz) é achatado. São baixos e atarracados, rechonchudos e têm pernas curtas. 
Sua pelagem é considerada a "mais fofa" entre os felinos, sendo que os pelos podem chegar a medir 7cm. O gato-de-pallas siberiano tem uma pelagem de cor cinza claro, o gato-de-pallas da Ásia Central tem um pelo mais avermelhada com listras avermelhadas e o gato-de-pallas tibetano apresenta uma pelagem de cor cinza mais escuro que fica prateada no inverno. 
Acasalam uma vez ao ano e a gestação dura cerca de 60 dias. Geralmente nascem de 2 a 6 gatinhos, mas podem também nascer mais, como aconteceu no zoo de Novosibirsk, onde uma gata-de-pallas teve 8 filhotes.  

## Hábitos gerais e alimentares
Já aos 3-4 meses os bebês caçam sozinhos e aos 10 se tornam adultos e passam a viver isolados. 
São felinos solitários, de hábitos noturnos, que caçam, geralmente, pelo método da emboscada - esperam a presa aparecer perto de sua toca e então a agarram. 
O manul alimenta-se de ratazanas, esquilos, hamsters, bem como de pequenas aves, incluindo perdizes. Às vezes apanha também marmotas e lebres tolai ainda jovens. 

## Habitat
O manul habita as estepes e planícies do Cáucaso, sul da Sibéria e Ásia Central, onde vive em fendas nas rochas, debaixo de pedras, pequenas cavernas e em velhas tocas de marmotas e outros bichos, locais dos quais sai geralmente ao entardecer ou amanhecer para, principalmente, caçar.    
- o gato-de-pallas siberiano vive no território da Rússia (Sibéria, Krasnoyarsk, Transbaikalia, Tuva e Altai), Mongólia e na China;
- o gato-de-pallas da Ásia Central é  mais frequentemente encontrado no Afeganistão, Uzbequistão, Paquistão, Turcomenistão, Tadjiquistão, Irã e Cazaquistão;
- o gato-de-pallas tibetano vive tipicamente no Tibete, Caxemira e Nepal.

## Perigo de extinção
O gato-de-pallas é uma espécie em grande perigo de extinção (Lista Vermelha na Rússia), pois era caçado para ser vendido como animal de estimação ou para ter a pele comercializada, o que foi proibido há vários anos, exceto na Mongólia. Mesmo assim, muitos caçadores ilegais continuam desrespeitando a lei e vendendo peles de manuls. Ele também morre por atropelamento ou por consumir roedores que foram envenenados. 
No início dos anos 2000, a Rússia possuía apenas entre 3 mil e 3,6 mil exemplares da espécie. O Zoológico de Novosibirsk, um dos maiores do país, virou praticamente uma reserva para preservação do manul. 
Na Rússia, quem for preso por transgredir a lei de proteção ao animal pode ser condenado a 5 anos de trabalhos forçados ou até a 5 anos de prisão. 

## Na imprensa
- Zoológico da Sibéria registra o nascimento de 16 filhotes de felino raro

- Manul spotted in Armenia for the first time in 100 years (em inglês)